# Tetragnatha marquesiana
Espèce
Tetragnatha marquesiana est une espèce d'araignées aranéomorphes de la famille des Tetragnathidae.

## Distribution
Cette espèce est endémique des îles Marquises en Polynésie française.  Elle se rencontre sur Nuku Hiva, Ua Huka et Ua Pou.

## Description
Le mâle holotype mesure 6,5 mm et la femelle paratype 7,1 mm.

## Étymologie
Son nom d'espèce lui a été donné en référence au lieu de sa découverte, les îles Marquises.

## Publication originale
- Berland, 1935 : Nouvelles araignées marquisiennes. Bernice P. Bishop Museum Bulletin, vol. 142, p. 31-63 (texte intégral).